# Salti del pattinaggio artistico
| Abbreviazioni (salti con valore) | Abbreviazioni (salti con valore) |
| T                                | Toe loop                         |
| S                                | Salchow                          |
| Lo                               | Loop                             |
| F                                | Flip                             |
| Lz                               | Lutz                             |
| A                                | Axel                             |
| R                                | rit                              |
| -------------------------------- | -------------------------------- |

| Abbreviazioni (salti/elementi senza valore) | Abbreviazioni (salti/elementi senza valore) |
| Eu                                          | Euler                                       |
| A>                                          | Waltz Jump                                  |
| ------------------------------------------- | ------------------------------------------- |

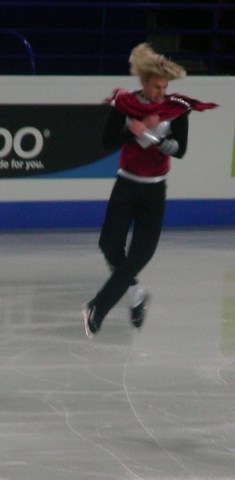
Un salto eseguito da Karel Zelenka

I salti del pattinaggio artistico sono uno degli elementi più importanti di questo sport.
I principali salti sono sei. Le differenze tra di essi consistono nel modo in cui ci si stacca dalla pista, poiché tutti e sei si concludono nello stesso modo, ovvero atterrando scorrendo all'indietro su un solo piede sul filo esterno avanti del pattino.
Un aspetto di cui tener conto è il senso di rotazione: i pattinatori destri ruotano in senso antiorario, e atterreranno perciò sul piede destro, mentre gli atleti mancini in senso orario, concludendo il salto su un filo esterno sinistro indietro.
La posizione in aria, inoltre, è identica per tutti i salti: come potete osservare dalla figura a fianco, l'atleta tiene la gamba sinistra sopra la destra e le braccia raccolte all'altezza del costato (senso di rotazione antiorario); questa è la posizio

## Salti
Nella descrizione si fa riferimento a pattinatori destri, che ruotano pertanto in senso antiorario e atterrano sul filo esterno del piede destro. I pattinatori mancini eseguono lo stacco o la puntata con il piede opposto rispetto a quello indicato, ruotano in senso orario e atterrano sul filo esterno del piede sinistro.

### Waltz Jump
Il Waltz Jump, detto anche salto del tre per via della traccia che la lama lascia sul ghiaccio, è un salto che parte dal filo sinistro esterno avanti ed è la base per l'axel. È il primo salto che tutti i pattinatori imparano e in gara non ha nessun valore per quanto riguarda il punteggio. L'atleta esegue soltanto mezzo giro e perciò non vi è chiusura di braccia né posizione aerea di rotazione.
Il Waltz Jump è un salto ai fini didattici. In gara è considerato come elemento coreografico della pattinata.

### Toe-loop

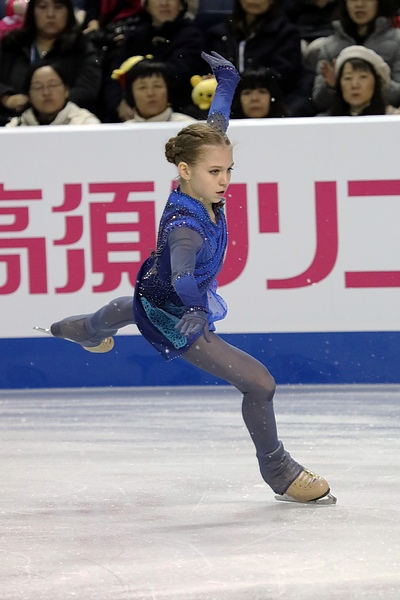
Alexandra Trusova durante l'atterraggio di un salto.

Il Toe-loop è uno dei tre salti puntati, il più semplice. Parte dal filo esterno indietro destro e si punta con il piede sinistro; viene preceduto solitamente da un tre interno avanti destro oppure da un tre esterno avanti sinistro e cambio di piede. Spesso è usato nelle combinazioni di salti (salti eseguiti immediatamente uno dopo l'altro senza l'appoggio dell'altro piede) e può essere eseguito da semplice (1 rotazione) a quadruplo (4 rotazioni).

### Salchow
Il Salchow è il secondo salto per difficoltà ed è un salto che parte dalla lama. Esso, infatti, non necessita della puntata. Parte dal filo sinistro interno indietro. Si può compiere in dritto o in cerchio. La difficoltà aumenta se non si compie un movimento circolare. Nel pattinaggio artistico a rotelle questo salto è spesso chiamato anche "doppio".

### Loop
Il Loop è un salto che parte dalla lama. Lo stacco avviene dal piede destro. Visto che il piede da cui avviene lo stacco è lo stesso usato per gli atterraggi, il loop può essere eseguito come secondo salto di una combinazione.

### Flip
Il Flip è un salto puntato, parte dal filo sinistro interno indietro e punta con il piede destro.

### Lutz
Il Lutz è un salto che agli spettatori non molto esperti di pattinaggio può sembrare identico al flip, ma non lo è. È molto più difficile da eseguire, perché parte dal filo sinistro esterno indietro. I pattinatori prendono una rincorsa lunga prima di eseguire questo salto, che avviene sulla diagonale della pista.

### Axel
L'Axel è il salto più difficile, perché contiene un mezzo giro in più rispetto ad altri salti. A questa difficoltà si aggiunge quella psicologica: l'axel parte dal filo sinistro esterno avanti ed il pattinatore trova un blocco psicologico perché ha una sensazione di "buttarsi nel vuoto". L'axel è un salto puntato con il piede sinistro in avanti quando inizia il salto ed è stato inventato da un pattinatore di velocità di nome Axel Paulsen.

### Euler

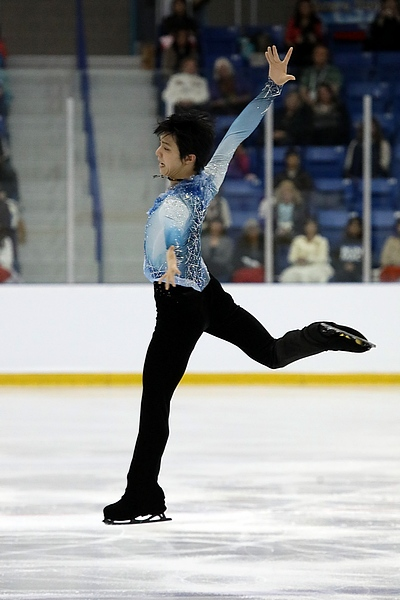
Yuzuru Hanyū esegue un saute de basque.

L'Euler (detto anche Thoren) è un salto da un giro che parte dal filo destro esterno indietro e atterra sul filo sinistro interno indietro. Viene usato nelle combinazioni di salti per passare dal piede destro al piede sinistro, il che permette di aggiungere alla combinazione un flip o un salchow. Se eseguito come salto di collegamento all'interno di una combinazione di tre salti, anche l'euler ha un suo valore base. Se eseguito da solo viene ritenuto un salto coreografico, privo di uno specifico valore tecnico.

### Salti non codificati
Esistono salti che non permettono di fare più rotazioni e per questo in gara si vedono raramente, in quanto valgono poco ai fini del punteggio. Sono tuttavia utili per l'apprendimento o hanno un'importante funzione ausiliaria.
Molti salti non codificati vengono eseguiti dai pattinatori nei passaggi di transizione per esprimere lo spirito della musica. Sono privi di un valore base e rientrano nella più ampia valutazione dei components. Fra questi salti vi sono l'euler (se eseguito da solo e non all'interno di una combinazione), il salto del tre, il walley (viene staccato su un filo interno indietro e, dopo una rotazione completa effettuata nella direzione opposta rispetto a quella in cui i pattinatori eseguono normalmente i loro salti, viene atterrato sul filo esterno indietro dello stesso piede), la butterfly, i salti in spaccata e vari tipi di salto che non hanno una precisa denominazione. Il pattinatore Yuzuru Hanyū ha portato sul ghiaccio un salto tipico della danza classica, il saute de basque. Quello che a volte impropriamente viene definito salto mortale nel pattinaggio è chiamato flip all'indietro, perché la puntata viene eseguita nello stesso modo in cui si esegue la puntata del flip, ed è un salto vietato dal regolamento, la cui esecuzione comporta una detrazione nel punteggio totale del segmento di gara.

### Tipi di salti

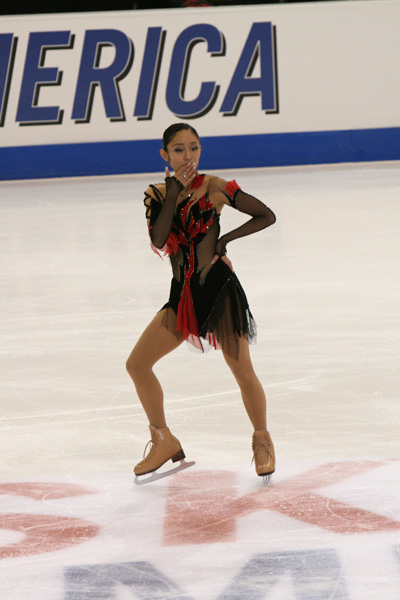
Miki Andō è la prima donna che è riuscita a completare un salto quadruplo.

Le caratteristiche meno diffuse dei salti allo stacco e all'atterraggio sono evidenziate in grassetto e corsivo.
Tutti i salti codificati vengono atterrati all'indietro.
| Abbr. | Salto    | Salto puntato | Cambio del piede | Cambio del filo | Cambio della curva | Cambio di direzione | Filo allo stacco | Filo all'atterraggio    |
| ----- | -------- | ------------- | ---------------- | --------------- | ------------------ | ------------------- | ---------------- | ----------------------- |
| A     | Axel     | —             | Sì               | —               | —                  | Sì                  | Esterno avanti   | Esterno (piede opposto) |
| Lz    | Lutz     | Sì            | Sì               | —               | Sì                 | —                   | Esterno indietro | Esterno (piede opposto) |
| F     | Flip     | Sì            | Sì               | Sì              | —                  | —                   | Interno indietro | Esterno (piede opposto) |
| Lo    | Loop     | —             | —                | —               | —                  | —                   | Esterno indietro | Esterno (stesso piede)  |
| S     | Salchow  | —             | Sì               | Sì              | —                  | —                   | Interno indietro | Esterno (piede opposto) |
| T     | Toe loop | Sì            | —                | —               | —                  | —                   | Esterno indietro | Esterno (stesso piede)  |
| Eu    | Euler    | —             | Sì               | Sì              | —                  | —                   | Esterno indietro | Interno (piede opposto) |

## Storia dei salti

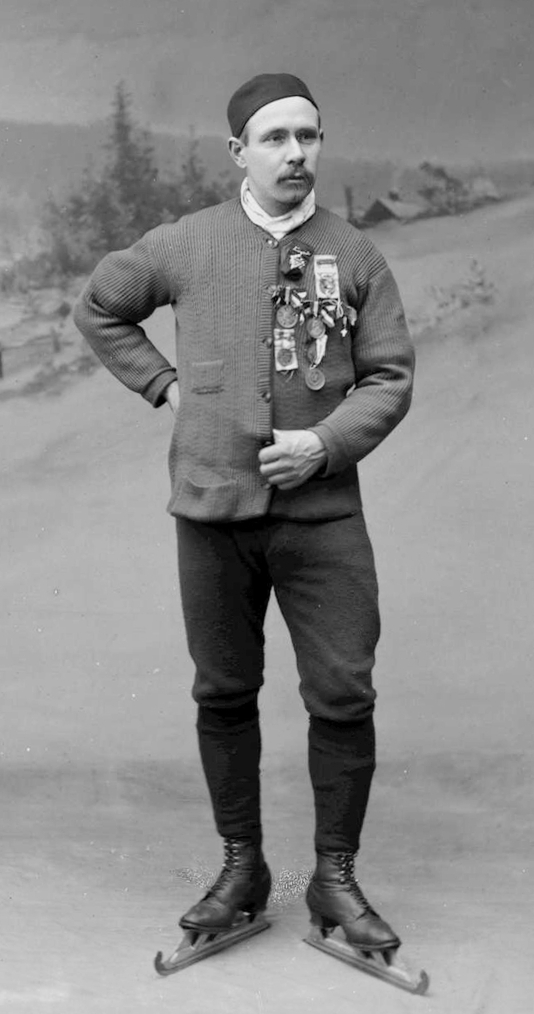
Il norvegese Axel Paulsen, l'inventore dell'axel

Nella seguente tabella è elencata la prima esecuzione per ciascun tipo di salto nei casi in cui esiste un’informazione sicura.
| Salto              | Abbr. | Uomini            | Anno   | Donne                       | Anno  | Fonte                |
| ------------------ | ----- | ----------------- | ------ | --------------------------- | ----- | -------------------- |
| Toe loop singolo   | 1T    | Bruce Mapes       | 1920s  | n/a                         |       | [ 12 ]               |
| Salchow singolo    | 1S    | Ulrich Salchow    | 1900's | Margarete Klebe             | 1917  | [ 12 ] [ 13 ] [ 14 ] |
| Loop singolo       | 1Lo   | Werner Rittberger | 1910   | n/a                         |       | [ 12 ] [ 15 ]        |
| Lutz singolo       | 1Lz   | Alois Lutz        | 1913   | n/a                         |       | [ 12 ]               |
| Axel singolo       | 1A    | Axel Paulsen*     | 1882   | Sonja Henie                 | 1920s | [ 12 ]               |
|                    |       |                   |        |                             |       |                      |
| Doppio Salchow     | 2S    | n/a               | 1920s  | Cecilia Colledge            | 1930s |                      |
| Doppio Lutz        | 2Lz   | n/a               |        | Alena Vrzáňová**            | 1949  | [ 17 ] [ 18 ]        |
| Doppio Axel        | 2A    | Dick Button       | 1948   | Carol Heiss                 | 1953  | [ 12 ] [ 19 ]        |
|                    |       |                   |        |                             |       |                      |
| Triplo toe loop    | 3T    | Thomas Litz       | 1964   | n/a                         |       | [ 12 ]               |
| Triplo Salchow     | 3S    | Ronnie Robertson  | 1955   | Petra Burka***              | 1962  | [ 12 ]               |
| Triplo loop        | 3Lo   | Dick Button       | 1952   | Gabriele Seyfert            | 1968  | [ 12 ] [ 20 ]        |
| Triplo flip        | 3F    | n/a               |        | Katarina Witt Manuela Ruben | 1981  | [ 12 ]               |
| Triplo Lutz        | 3Lz   | Donald Jackson    | 1962   | Denise Biellmann            | 1978  | [ 12 ]               |
| Triplo Axel        | 3A    | Vern Taylor       | 1978   | Midori Itō                  | 1988  | [ 12 ]               |
|                    |       |                   |        |                             |       |                      |
| Quadruplo toe loop | 4T    | Kurt Browning     | 1988   | Aleksandra Trusova          | 2018  | [ 12 ]               |
| Quadruplo Salchow  | 4S    | Timothy Goebel    | 1998   | Miki Andō                   | 2002  | [ 12 ]               |
| Quadruplo loop     | 4Lo   | Yuzuru Hanyū      | 2016   | nessuno ratificato****      |       | [ 12 ] [ 21 ]        |
| Quadruplo flip     | 4F    | Shōma Uno         | 2016   | Aleksandra Trusova          | 2019  | [ 12 ]               |
| Quadruplo Lutz     | 4Lz   | Brandon Mroz      | 2011   | Aleksandra Trusova          | 2018  | [ 12 ] [ 22 ]        |
| Quadruplo Axel     | 4A    | Ilia Malinin      | 2022   | nessuno ratificato          |       | [ 23 ]               |

* Non eseguito in una competizione ufficiale
** Secondo https://olympics.com/en/athletes/jacqueline-du-bief, la prima pattinatrice capace di eseguire il doppio lutz in una competizione internazionale è stata Jacqueline du Bief nel 1952.
*** Secondo la 2023-2024 ISU Media Guide, Petra Burka è stata la prima donna capace di eseguire un triple Salchow, ma un resoconto del Campionato europeo del 1961 ricorda che Helli Sengstschmid (AUT) e Jana Mrazkova (CZE) hanno eseguito un triplo Salchow.
**** Non ancora eseguito da una donna in una competizione internazionale. Eseguito da Adeliia Petrosian nel 2021 in una competizione nazionale russa, una gara non ratificata dall’ISU

## Valore dei salti
Salto sottoruotato: < ; Grado di esecuzione (GOE) da +3 a -3. Tabella in vigore dalla stagione 2011-2012 alla stagione 2014-2105. Al termine di ogni stagione l'ISU decide se conservare i valori della stagione precedente o se apportare qualche modifica.
| Salto | Valore base (BV) | BV se < | GOE +3 | GOE +2 | GOE +1 | GOE –1 | GOE –2 | GOE –3 |
| 1T    | 0,4              | 0,3     | +0,6   | +0,4   | +0,2   | –0,1   | –0,2   | –0,3   |
| 1S    | 0,4              | 0,3     | +0,6   | +0,4   | +0,2   | –0,1   | –0,2   | –0,3   |
| 1Lo   | 0,5              | 0,4     | +0,6   | +0,4   | +0,2   | –0,1   | –0,2   | –0,3   |
| 1F    | 0,5              | 0,4     | +0,6   | +0,4   | +0,2   | –0,1   | –0,2   | –0,3   |
| 1Lz   | 0,6              | 0,4     | +0,6   | +0,4   | +0,2   | –0,1   | –0,2   | –0,3   |
| 1A    | 1,1              | 0,8     | +0,6   | +0,4   | +0,2   | –0,2   | –0,4   | –0,6   |
| 2T    | 1,3              | 0,9     | +0,6   | +0,4   | +0,2   | –0,2   | –0,4   | –0,6   |
| 2S    | 1,3              | 0,9     | +0,6   | +0,4   | +0,2   | –0,2   | –0,4   | –0,6   |
| 2Lo   | 1,8              | 1,3     | +0,9   | +0,6   | +0,3   | –0,3   | –0,6   | –0,9   |
| 2F    | 1,8              | 1,3     | +0,9   | +0,6   | +0,3   | –0,3   | –0,6   | –0,9   |
| 2Lz   | 2,1              | 1,5     | +0,9   | +0,6   | +0,3   | –0,3   | –0,6   | –0,9   |
| 2A    | 3,3              | 2,3     | +1,5   | +1,0   | +0,5   | −0,5   | −1,0   | −1,5   |
| 3T    | 4,1              | 2,9     | +2,1   | +1,4   | +0,7   | –0,7   | –1,4   | –2,1   |
| 3S    | 4,2              | 2,9     | +2,1   | +1,4   | +0,7   | –0,7   | –1,4   | –2,1   |
| 3Lo   | 5,1              | 3,6     | +2,1   | +1,4   | +0,7   | –0,7   | –1,4   | –2,1   |
| 3F    | 5,3              | 3,7     | +2,1   | +1,4   | +0,7   | –0,7   | –1,4   | –2,1   |
| 3Lz   | 6,0              | 4,2     | +2,1   | +1,4   | +0,7   | –0,7   | –1,4   | –2,1   |
| 3A    | 8,5              | 6,0     | +3,0   | +2,0   | +1,0   | -1,0   | -2,0   | -3,0   |
| 4T    | 10,3             | 7,2     | +3,0   | +2,0   | +1,0   | -1,0   | -2,0   | -3,0   |
| 4S    | 10,5             | 7,4     | +3,0   | +2,0   | +1,0   | -1,0   | -2,0   | -3,0   |
| 4Lo   | 12,0             | 8,4     | +3,0   | +2,0   | +1,0   | -1,0   | -2,0   | -3,0   |
| 4F    | 12,3             | 8,6     | +3,0   | +2,0   | +1,0   | -1,0   | -2,0   | -3,0   |
| 4Lz   | 13,6             | 9,5     | +3,0   | +2,0   | +1,0   | -1,0   | -2,0   | -3,0   |
| 4A    | 15,0             | 10,5    | +3,6   | +2,4   | +1,2   | −1,2   | −2,4   | −3,6   |
| ----- | ---------------- | ------- | ------ | ------ | ------ | ------ | ------ | ------ |

## Coppie

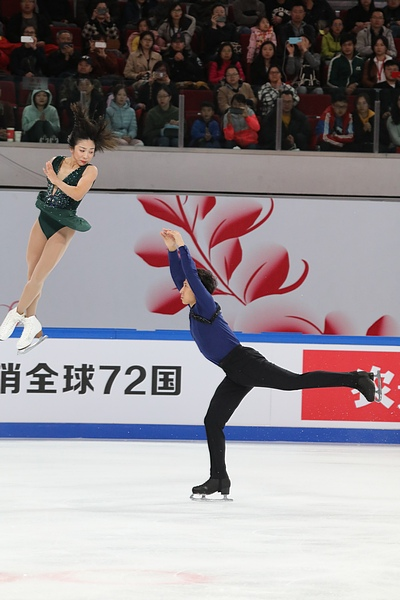
Han Cong ha appena lanciato Wenjing Sui nella Cup of China del 2019.

Nelle gare riservate alle coppie vengono eseguiti due diversi tipi di salti, il salto in parallelo, o fianco a fianco, e il salto lanciato. Nel salto in parallelo i due pattinatori eseguono lo stesso salto l'uno al fianco dell'altro. Nel caso in cui i due pattinatori eseguono lo stesso salto, ma con un diverso numero di rotazioni, alla coppia viene assegnato il valore base del salto con il minor numero di rotazioni, e nel grado di esecuzione viene assegnata una penalità perché manca l'unisono. Nei salti lanciati la donna esegue il salto grazie all'assistenza del suo partner, che la lancia, e atterra senza alcuna assistenza su un filo esterno indietro.